# كاترين ماغنوسون
كاترين سيغريور سكولادوتر ماغنوسون (1858- 1932) من أوائل النساء الناشطات في مجال تحرر وحقوق المرأة في آيسلندا، لعبت دورًا هامًا وفعالًا في تعزيز حقوق المرأة في التصويت والتعليم في أواخر القرن التاسع عشر. عملت عضوة في مجلس بلدية ريكيافيك من عام 1908 حتى 1916.

## السيرة الذاتية
ولدت في 18 مارس عام 1858، في جزيرة هاربسي في شمال غرب آيسلندا، وهي ابنة المزارع سكيلي أورفالدسون سيفيرتسون، وزوجته هليف يونسدوتر. نشأت في هاربسي، وذهبت إلى ريكيافيك أول مرة في الرابعة عشرة من عمرها لزيارة عمتها، كاترين سيفرتسن. هناك التقت غويموندور ماغنوسون، وهو طبيب وأكاديمي ومن أقارب زوج عمتها، جوني إرناسين. تزوجت من غويموندور في عام 1891 وانتقلت إلى كوبنهاغن، الدنمارك. في العام التالي عادوا إلى آيسلندا، واستقروا في ساواركروكور بعد أن تلقى زوجها موعدًا في مستشفى في سكاجافورور، كانت كاترين ميالة للعمل الطبي لكن المجال التدريبي الوحيد المتاح للمرأة حينها هو قسم القابلات، ولم يكن جذابًا بالنسبة لها. ومع ذلك فقد ساعدت زوجها باستمرار، وفي رعاية مرضاه في بعض الأحيان أيضًا.
أصبحت كاترين نشطة في الشؤون الاجتماعية، وخاصة فيما يتعلق بالمنظمات النسائية، انضمت إلى الجمعية النسائية الآيسلندية، التي ترأستها منذ عام 1903 وحتى 1924. وفي عام 1917 ساعدت في تأسيس التحالف النسائي. عملت أيضًا في مجلس إدارة جمعية ثورفالدسنفيلاج وهي أقدم منظمة نسائية في آيسلندا، تأسست عام 1875.
كانت مهتمة كثيرًا بالتعليم، شاركت في لجنة مدرسة كفيناسكولان، (مدرسة البنات) في ريكيافيك. كانت كاترين واحدة من أربع نساء عملوا في مجلس البلدية في ريكيافيك من عام 1908 حتى عام 1916.
توفيت كاترين ماغنوسون في ريكيافيك في 13 يوليو 1932.